# ملادين زيزوفيتش
ملادين زيزوفيتش مواليد 27 ديسمبر 1980 في جمهورية يوغوسلافيا الاشتراكية الاتحادية، هو لاعب كرة قدم بوسني دولي سابق كان يلعب كلاعب وسط.

## المسيرة الاحترافية

### أندية لعب لها
- نادي رادنيك بيلينا
- زرينيسكي موستار
- نادي تيرانا
- نادي بوراتس بانيا لوكا

## روابط خارجية
- ملادين زيزوفيتش على موقع قاعدة بيانات كرة القدم.إي يو (الإنجليزية)
- ملادين زيزوفيتش على موقع ناشيونال فوتبول تيمز (الإنجليزية)
- ملادين زيزوفيتش على موقع Soccerway.com (الإنجليزية)